# حسین خراسانی
حسین خراسانی (۱۳۰۰، مشهد - ۱۳۷۲، تهران) نویسنده، استاد فلسفه و مجتهد در حقوق اسلامی بود.

## زندگی
او فرزند شیخ مهدی واعظ خراسانی از وعاظ مشهور مشهد بود. سه فرزند پسر و یک فرزند دختر 

## تحصیلات
وی دوره سطح و درس خارج را در مشهد گذراند و سپس برای نیل به ملکه اجتهاد راهی نجف اشرف شد و پس از ده سال موفق به دریافت بیش از 25 اجازه اجتهاد و حدیث از مراجع بزرگ آن دیار شد . آنگاه با کوله باری از تجربه و پس از سفری طولانی به کشورهای عربی چون سوریه ، لبنان و وعربستان و بازدید از مراکز علمی و دیدار با علمای بزرگ به وطن بازگشت و بنا به اصرار و دعوت استاد فروزانفر که به منزل استاد می آمد به دانشگاه تهران رفت و از دانشکده الهیات    در رشته فلسفه دکتری گرفت و در همان‌جا به تدریس اشتغال داشت.

## تألیف‌های فارسی =
- متد عربی آسان: ویژه آموزش زبان عربی به فارسی زبانان، دارالکتب الاسلامیه، ۱۳۳۰.
- آفرینش و آفرینشگر، ۱۳۳۶.
- روش مستقیم زبان و ادبیات عرب، تهران: دانشگاه تهران ، ۱۳۳۸.
- داستانهای کوتاه ایرانی، تهران: اقبال، ۱۳۴۱.
- سری ب‍خ‍وان‍ی‍م و ب‍ه‍ت‍ر زن‍دگ‍ی ک‍ن‍ی‍م؛ حضرت آدم و حوا/ حضرت نوح/ حضرت ابراهیم/ حضرت یوسف/ حضرت موسی/ حضرت داود و حضرت سلیمان/ حضرت ایوب و حضرت یونس/ حضرت عیسی/ پ‍ی‍غ‍م‍ب‍ر اس‍لام/ ح‍ض‍رت ع‍ل‍ی (ع)/ حضرت رضا (ع)، کمیته ملی پیکار جهانی با بیسوادی (با همکاری علی اصغر فیاض)، ۱۳۵۲–۱۳۴۹.
- آزادی برای ما، تهران: بعثت، ۱۳۵۵. (بردگی و تبعیض نژادی از مطالب این کتاب می‌باشد)
- آموزش زبان و فرهنگ عرب با روش نوین، تهران: بعثت، ۱۳۵۵.
- مکالمات روزمره عربی برای دانش‌آموزان و دانشجویان علوم دینی و رشته‌های ادبیات و کلیه مسافرین بکشورهای عربی، تهران: کتابفروشی محمدی.
- روند نظام اقتصاد زندگی در حکومت جهانی اسلام، تهران: انجمن علوم انسانی، ۱۳۵۸.
- اقتصاد اسلامی (مانیفست اقتصاد اسلامی)، تهران: انجمن علوم انسانی، ۱۳۵۸.
- حضرت فاطمه زهرا (س)، تهران: اعلمی، ۱۳۵۹.
- روباه جاندار فریبکار و زیانبار، تهران: علم و زندگی، ۱۳۶۱.
- پیغمبران خدا، تهران: دادجو، ۱۳۶۳.
- فلسفه نوین: دوره کامل فلسفه اسلامی، تهران: بعثت، ۱۳۶۴.
- اجتماع و انسان، ۱۳۶۴. (جامعه‌شناسی اسلامی)
- ششمین کنفرانس اندیشه اسلامی؛ حقوق زن در اسلام و در جاهلیت، تهران: سازمان تبلیغات اسلامی، ۱۳۶۶.
- زندگی و آئین محمد، تهران: حافظ، ۱۳۶۶.
- مهدی (عج) خورشید پشت ابر، تهران: سلیس، ۱۳۸۷.

### تألیف‌های عربی
- ارشاد الامه (ارشاد امت)؛ تعلیقات علی کتاب العروه الوثقی لحسین بن مهدی الخراسانی.
- حقوق المراة فی الاسلام و الجاهلیه، سازمان تبلیغات اسلامی، ۱۳۶۶.
- منظومه فلسفیه (دوره کامله للفلسفه الاسلامیه) قصیده عینیه تحامی عن الفیلسوف ابن سینا و قصیدته العینیه، تهران، ۱۳۶۵.

### ترجمه‌ها
- بیگانگی در باخترزمین؛ ترجمه قصة الغُربة الغَربیّه از شهاب الدین سهروردی، انتشارات بعثت، ۱۳۶۴.